# 古坂啓之助
古坂 啓之助（こさか けいのすけ、1859年1月20日〈安政5年12月17日〉 - 1935年〈昭和10年〉8月9日）は、日本のメソジストの牧師である。
津軽藩士の家に生まれる。弘前公会に出席し、1876年(明治9年)4月2日にジョン・イングから洗礼を受ける。翌年末、弘前教会の勧士になり、1878年6月15日デヴィソンから、定住伝道者免許を授けられて、本多庸一の下で、弘前、石黒、藤崎町などで伝道をする。また、弘前民権運動にも参加した。シマと結婚する。
1882年に東京で執事の按手を受ける。1884年8月日本美以教会第1年会で長老按手を受けて、山形教会に派遣された。その後、鹿児島教会(現、日本基督教団鹿児島加治屋町教会)に転任、1896年9月には福岡教会、1902年8月には門司教会の牧会を行った。
1908年福岡教会の牧師に再び就任して、教会の自給に導いた。
1929年(昭和4年)に大久保保恵と再婚する。その後、久留米東教会、山鹿教会などを転任する。
二男は青山学院大学学長を務めた古坂嵓城。